# NGC 5360
NGC 5360 (другие обозначения — IC 958, UGC 8838, MCG 1-36-1, ZWG 46.3, PGC 49513) — галактика в созвездии Дева.
Этот объект входит в число перечисленных в оригинальной редакции «Нового общего каталога».